# جمعية مهندسي الصور المتحركة والتلفزيون
جمعية مهندسي الصور المتحركة والتلفزيون (SMPTE) التي تأسست في عام 1916 باسم جمعية مهندسي السينما (SMPE)،  هي جمعية مهنية عالمية للمهندسين والتقنيين والمديرين التنفيذيين العاملين في صناعة الإعلام والترفيه.
تحت معايير منظمة المعايير المعترف بها دوليًا، نشرت جمعية مهندسي الصور المتحركة والتلفزيون أكثر من 800 معيار تقني ووثائق ذات صلة للبث وصناعة الأفلام والسينما الرقمية والتسجيل والإنتاج الصوتي وتكنولوجيا المعلومات (IT) والتصوير الطبي.
تنشر جمعية مهندسي الصور المتحركة والتلفزيون أيضاً مجلة جمعية مهندسي الصور المتحركة والتلفزيون ، وتوفر فرصًا للتواصل لأعضائها، وتقيم مؤتمرات ومعارض أكاديمية، وتؤدي وظائف أخرى متعلقة بالصناعة.
عضوية جمعية مهندسي الصور المتحركة والتلفزيون مفتوحة لأي فرد أو منظمة لديها اهتمام بالموضوع. في الولايات المتحدة، جمعية مهندسي الصور المتحركة والتلفزيون هي منظمة خيرية 501 (c) 3 غير ربحية .

## أنشطة التطوير التربوي والمهني
تشمل أنشطة التطوير التعليمي والمهني لـ جمعية مهندسي الصور المتحركة والتلفزيون عروضًا تقديمية فنية في اجتماعات منتظمة لأقسامها المحلية، ومؤتمرات سنوية وكل سنتين في الولايات المتحدة وأستراليا ومجلة جمعية مهندسي الصور المتحركة والتلفزيون . ترعى الجمعية العديد من الجوائز، أقدمها هي ميدالية التقدم جمعية مهندسي الصور المتحركة والتلفزيون، وميدالية صموئيل وارنر التذكارية، وميدالية ديفيد سارنوف. لدى جمعية مهندسي الصور المتحركة والتلفزيون أيضاً عددًا من فصول الطلاب وترعى المنح الدراسية لطلاب الجامعات في تخصصات التصوير الحركي.

## المعايير

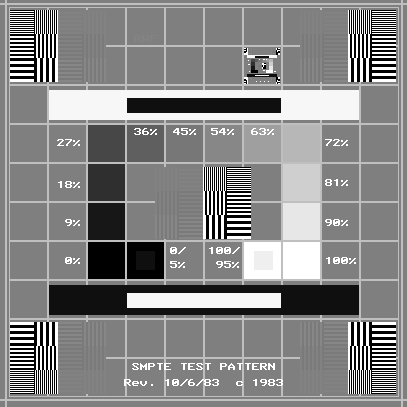
نمط اختبار التصوير التشخيصي الطبي

وثائق معايير جمعية مهندسي الصور المتحركة والتلفزيون محمية بحقوق الطبع والنشر ويمكن شراؤها من موقع ويب جمعية مهندسي الصور المتحركة والتلفزيون أو الموزعين الآخرين للمعايير التقنية. يمكن شراء وثائق المعايير من قبل عامة الناس. تشمل المعايير المهمة التي أصدرتها جمعية مهندسي الصور المتحركة والتلفزيون ما يلي:
- جميع تنسيقات ووسائط نقل الأفلام والتلفزيون، بما في ذلك الرقمية.
- الواجهات المادية لنقل الإشارات التلفزيونية والبيانات ذات الصلة (مثل كود وقت جمعية مهندسي الصور المتحركة والتلفزيون والواجهة الرقمية التسلسلية ) (SDI)
- أشرطة ألوان SMPTE
- أنماط بطاقة الاختبار وأدوات التشخيص الأخرى
- تنسيق تبادل المواد (MXF)
- SMPTE 2110

### تنسيق الفيلم
كان أول معيار جمعية الصور المتحركة هو جعل الجميع يستخدمون فيلماً بعرض 35 مم، ولكل منها أربعة فتحات مسننة لكل إطار، وتكون نسبة صورة فيها 1.37: 1. حتى ذلك الحين كانت هناك تنسيقات أفلام متنافسة ويمكن الآن للمسارح جميعها تشغيل نفس الأفلام.

### معدل إطار الفيلم
كان معيار جمعية الصور المتحركة لعام 1927 مخصصاً للسرعة التي يتم بها عرض الفيلم الصوتي، بمعدل 24 إطارًا في الثانية. قب ذلك كان يتم تحديد سرعته من خلال سرعة التدوير اليدوي للمصور.

### تلفزيون ثلاثي الأبعاد
أنتج فريق عمل جمعية مهندسي الصور المتحركة والتلفزيون بشأن «ثلاثي الأبعاد إلى المنزل» تقريراً عن المشكلات والتحديات واقترح الحد الأدنى من المعايير الخاصة بالسيد المنزلي ثلاثي الأبعاد الذي سيتم توزيعه بعد الإنتاج على نقاط استيعاب قنوات التوزيع لمحتوى الفيديو ثلاثي الأبعاد. بدأت مجموعة داخل لجان المعايير العمل على التعريف الرسمي لـ جمعية مهندسي الصور المتحركة والتلفزيون .

### السينما الرقمية
في عام 1999 ، أسست جمعية مهندسي الصور المتحركة والتلفزيون لجنة تكنولوجيا (DC28) ، لتأسيس السينما الرقمية.

## عضوية

### زملاء جمعية مهندسي الصور المتحركة والتلفزيون[8]
- تيري آدامز، أولمبياد ان بي سي ، LLC
- آندي بيل، بي تي سبورت
- كلودي، الرابطة الوطنية للمذيعين
- لورانس آر كابلان، الرئيس التنفيذي لشركة SDVI

## برنامج التكريم والجوائز
يقدم جمعية مهندسي الصور المتحركة والتلفزيون جوائز للأفراد للمساهمات البارزة في مجالات المجتمع.

### العضوية الفخرية وقائمة الشرف
المستلمون يشملون:
- رينفيل «رين» إتش ماكمان جونيور (2017)
- جيمس كاميرون (2016)
- أوسكار ب. هانسون (2015)
- جورج لوكاس (2014)
- جون لوجي بيرد (2014)
- فيلو تايلور فارنسورث (1996)
- راي إم دولبي (1992)
- لينوود ج. دن (1984)
- هربرت ت. كالموس (1958)
- والت ديزني (1955)
- فلاديمير ك. زوريكين (1950)
- صموئيل ل. وارنر (1946)
- جورج ايستمان (1928)
- توماس ألفا إديسون (1928)
- أوغست ولويس لوميير (1928)
- تشارلز فرانسيس جنكينز (1926)

### وسام التقدم
إن وسام التقدم، الذي أُنشئ في عام 1935 ، هو أقدم وأعرق وسام جمعية مهندسي الصور المتحركة والتلفزيون، ويُمنح سنويًا لمساهماته في الجوانب الهندسية للفيلم و / أو صناعات التلفزيون.
المستلمون يشملون:
- دوغلاس ترمبل (2016) [10]
- إيوان ألين (2014)
- ديفيد وود (2012)
- إدوين كاتمول (2011)
- بيرني دايتون (2008)
- كلايد د. سميث (2007)
- رودريك سنيل (2006)
- إس ميريل فايس (2005)
- د.كيس إمينك (2004)
- ستانلي إن بارون (2003)
- وليام سي ميلر (2002)
- برنارد جاي.ليشنر (2001)
- إدوين إي كاتمول (1996)
- راي دولبي (1983)
- هارولد يوجين إدجيرتون (1959)
- فريد والر (1953)
- فلاديمير ك. زوريكين (1950)
- جون جي فراين (1947)
- والت ديزني (1940)
- هربرت كالموس (1938)
- إدوارد دبليو كيلوج (1937)
- كينيث ميس (1936)

### ميدالية ديفيد سارنوف الذهبية
- تشاك باجانو (2013)
- جيمس إم ديفيليبس (2012)
- برنارد جاي.ليشنر (1996)
- ستانلي إن بارون (1991)
- ويليام أف. شرايبر (1990)
- أدريان إيتلينجر (1976)
- جوزيف أ. فلاهيرتي الابن (1974)
- بيتر سي. غولدمارك (1969)
- دبليو. آر. جي. بيكر (1959)
- ألبرت روز (1958)
- تشارلز جينسبيرغ (1957)
- روبرت إي شيلبي (1956).
- آرثر في لوغرين (1953)
- أوتو اتش . سكيد (1951)

### ميدالية إيستمان كوداك الذهبية
تُمنح ميدالية إيستمان كوداك الذهبية لعام 1967 إلى المساهمات البارزة التي تقود إلى برامج تعليمية جديدة وفريدة تستخدم الصور المتحركة والتلفزيون والتصوير الفوتوغرافي عالي السرعة والأجهزة وغيرها من علوم التصوير الفوتوغرافي. المستلمون الأخيرون هم
- أندرو لازلو (2006)
- جيمس ماكاي (2005)
- الدكتور. رودريك تي رايان (2004)
- جورج سبيرو ديبي (2003)
- جان بيير بوفيالا (2002)

## المنظمات ذات الصلة
المنظمات ذات الصلة تشمل
- لجنة أنظمة التلفزيون المتقدمة (ATSC)
- مجموعة خبراء الصور المتحركة (MPEG)
- مجموعة خبراء التصوير المشتركة (JPEG)
- قطاع الاتصالات الراديوية بالاتحاد (المعروف سابقًا باسم CCIR)
- قطاع الاتصالات في الاتحاد الدولي للاتصالات (المعروف سابقًا باسم CCITT)
- بث الفيديو الرقمي
- قسم أبحاث بي بي سي
- اتحاد البث الأوروبي (EBU)

## فهرس
- تشارلز س. شوارتز (محرر). فهم السينما الرقمية. كتيب احترافي . إلسفير، 2005.

## روابط خارجية
- الموقع الرسمي